# Páni z Vrtby
Páni z Vrtby (též Vrtbové, případně z Vrtbů, německy von Wrtba nebo von Wrtby) byli český panský a posléze hraběcí rod z rozrodu Hroznatovců. Svůj původ odvozovali od blahoslaveného Hroznaty (asi 1160 – 1217), zakladatele premonstrátského kláštera v Teplé.

## Původ názvu

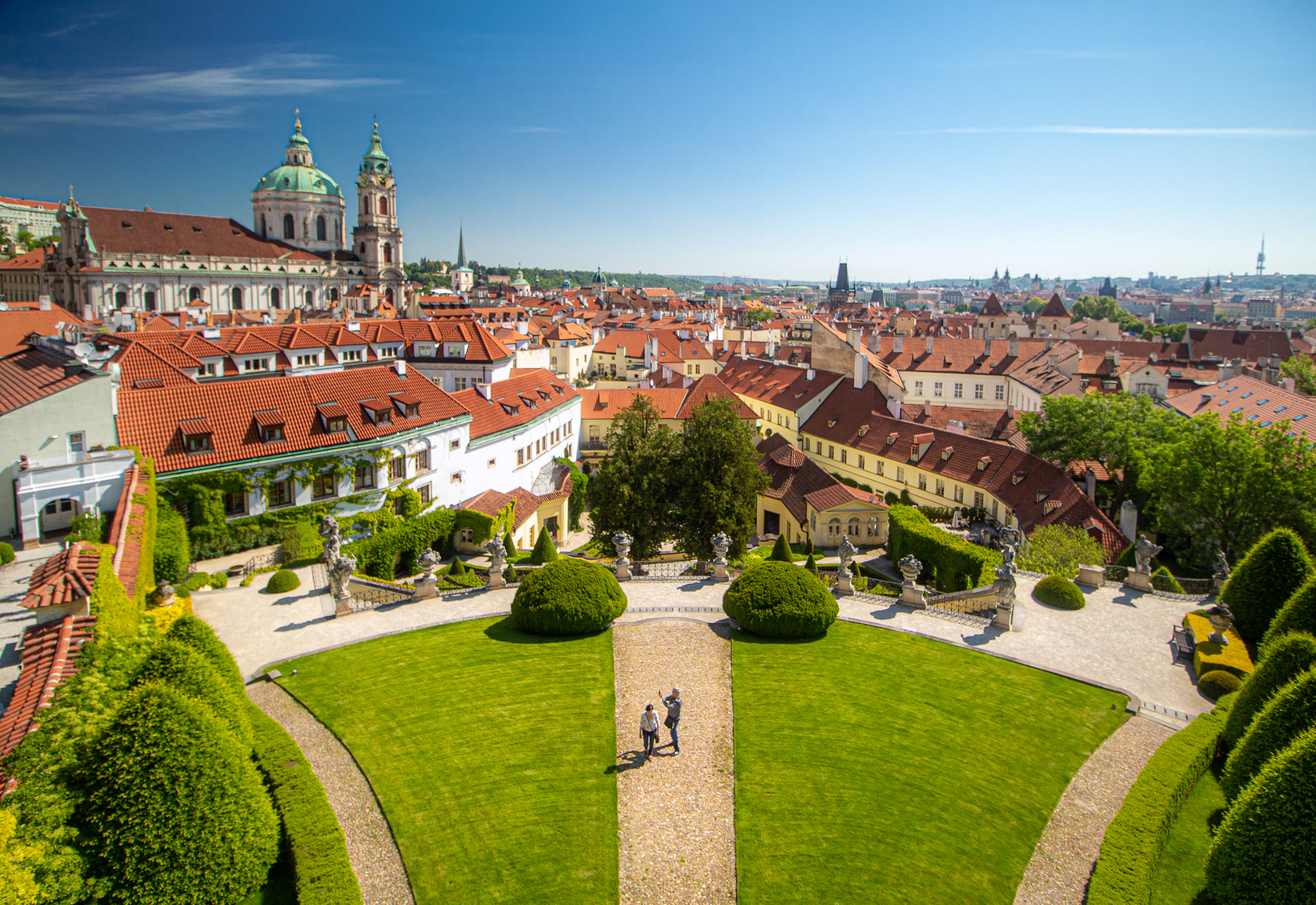
Vrtbovská zahrada zřízená hrabětem Janem Josefem skýtá výhled na Malou Stranu i Pražský hrad

Vrtbové, neboli páni z Vrtby, byli českým panským a posléze hraběcím rodem. Rod přijal své jméno po hradu Vrtba (též Vrtbo, lidově Vrtva) u dnešní obce Horní Bělá na Plzeňsku. Ten byl založen Sazemou (Sezimou), jedním ze čtyř synů Sazemy z Krašovic, v letech 1313–1316. Tento první Sazema začal v roce 1316 užívat přídomku z Vrtby, a stal se tak zakladatelem pánů z Vrtby, rodového jména děděného až do vymření rodu v roce 1830.
Podle Antonína Profouse mohlo jméno vzniknout zesílením slova vrť (= houžev, tedy provaz upletený ze zkroucených vláken) na vrtba. Z vrtby pak vzniklo jméno Vrtba. Vlivem přípony „-va“ pak vzniká zlidovělé „Vrtva“.

## Dějiny rodu
Rod přijal jméno podle hradu Vrtba u Horní Bělé v okrese Plzeň-sever, založeného na přelomu 13. a 14. století a písemně doloženého roku 1316 jako majetek Sezemy z Vrtby.
Roku 1584 byl Vrtbům potvrzen panský stav. Ve 14. až 16. století získali řadu statků v západních a středních Čechách, mimo jiné Klenovice, Nekmíř, Červený Hrádek a Vrchotovy Janovice.
Největší vzestup zažil rod pánů z Vrtby v 17. a 18. století. Počátkem 17. století se rod rozdělil na větev jindřichovskou (vymřela roku 1724) a hraběcí. Zakladatelem hraběcí větve byl Sezima z Vrtby († 1648), který zůstal během povstání českých stavů v letech 1618–1620 věrný Habsburkům, což mu v roce 1624 vyneslo hraběcí titul. Tehdy dal zbudovat zámek v Nuslích. Od roku 1638 byl nejvyšším zemským sudím a od roku 1644 nejvyšším komořím. Z konfiskací, jež následovaly po bitvě na Bílé hoře, výhodně nakoupil četné statky, především na Benešovsku a značně tak rozšířil rodový majetek. Měl čtyři syny.
Jeho synové založili nové větve rodu: votickou (vymřela 1807) a konopišťskou. Z této linie pocházel hrabě Jan Josef z Vrtby (1669–1734), jenž byl od roku 1705 apelačním prezidentem a od roku 1712 pak nejvyšším purkrabím. Byl to právě on, kdo nechal ke svému paláci na Malé Straně vybudovat barokní Vrtbovskou zahradu, jednu z nejznámějších zahrad v Praze. Roku 1694 založil Nuselský pivovar. V roce 1715 koupil panství Konopiště a roku 1723 obdržel pro sebe a svůj rod úřad dědičného pokladníka Království českého.
Další syn – Václav František hrabě z Vrtby zdědil Neznašov s tvrzí a dvorem, Všemyslice, Temelín, Albrechtice a Újezdec, byl hodnostářem rytířského řádu sv. Jana Jeruzalémského (maltézský řád). Zemřel bezdětný 6. března 1686. Neznašovské panství zdědil bratr Václava Františka, Ferdinand František Leopold hrabě z Vrtby, hejtman Vltavského kraje. Ten zemřel 20. března 1712 a dědicem se stal mladší syn František Arnošt († 11. dubna 1750). Dalším majitelem neznašovského panství byla dcera Františka Arnošta – Karolina, provdaná Chermontová. Po její smrti Neznašov zdědila její dcera Filipina, která se v roce 1764 provdala za Karla Bedřicha Schütze.
Poslední potomek rodu František Josef z Vrtby ze starší konopišťské větve (1759 – 27. srpna 1830, Křimice, pohřben ve Vejprnicích), byl rytířem toskánského řádu svatého Štěpána, c. k. tajný rada, nejvyšší zemský maršálek a nejvyšší dědičný komoří[zdroj?] Království českého. Jako spoluzakladatel Spolku na podporu umění hudebního v Čechách, ze kterého později v roce 1808 vznikla Pražská konzervatoř, ji podporoval až do své smrti. Jako neženatý a bezdětný odkázal c. k. komořímu a nejvyššímu vachmistrovi, knížeti Janu Nepomuku Karlovi z Lobkovic (1799–1878) veškerý majetek, mj. zámek Konopiště, Křimice, Týnec nad Sázavou, Nekmíř a Žinkovy.

## Význační členové rodu

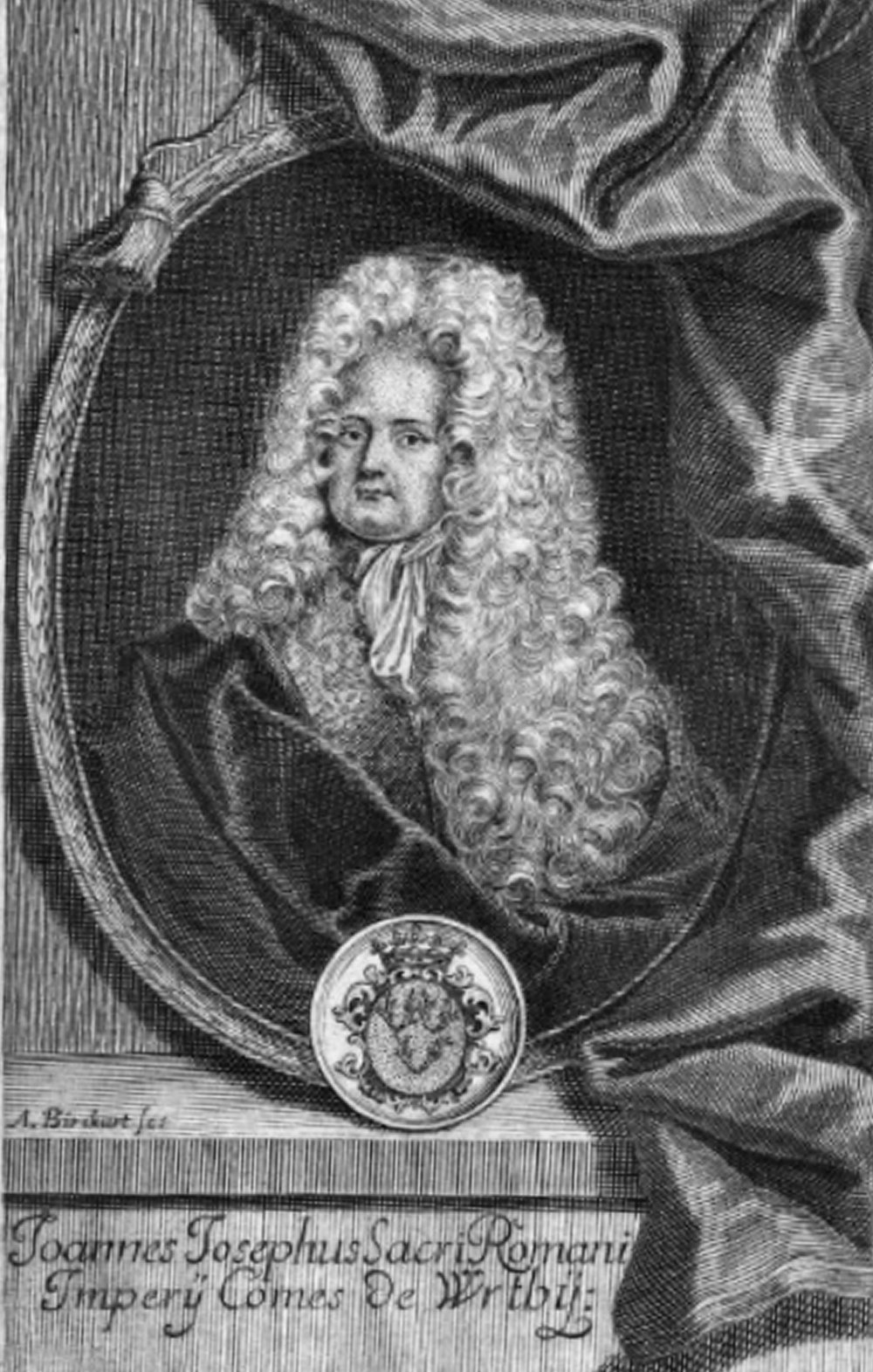
Jan Josef starší z Vrtby

- Sezima Jan z Vrtby (1578 – 6. března 1648) byl českým stoupencem katolictví. V roce 1622 koupil panství Votice u Benešova a v tamním kostele sv. Františka při františkánském klášteře vybudoval rodovou hrobku a na hlavní oltář kostela nechal umístit idealizovaný legendární obraz Hroznaty z Ovence, zakladatele rodu Vrtbů. 20. prosince 1624 byl ve Vídni císařským diplomem povýšen do hraběcího stavu v Českém království. Během své kariéry byl nejvyšším lenním soudcem, zemským hofmistrem, předsedou dvorní komory a od roku 1644 nejvyšším komorníkem Království českého. Byl majitelem panství Červený Hrádek, Kosova Hora a Vrchotovy Janovice na Sedlčansku a v letech 1627–1631 nechal v Praze na Malé Straně vybudovat Vrtbovský palác. Byl třikrát ženat. Jeho starší syn ze třetího manželství (Barborou Eusebií Bořitovou z Martinic), hrabě Jan František z Vrtby (1631–1678), byl zakladatelem starší konopišťské větve. Jeho mladší bratr, hrabě Ferdinand František z Vrtby (1636–1712), založil mladší votickou linii
- Ferdinand František z Vrtby (1636–1712), hejtman Vltavského kraje a Nového Města pražského, majitel panství Votice a Vrchotovy Janovice
- Jan Josef starší z Vrtby (1669 – 14. září 1737) vnuk Sezimy Jana z Vrtby, od roku 1715 usedlý na Konopišti, byl c. k. tajný rada, rytíř Řádu zlatého rouna, od roku 1725 dědičný nejvyšší pokladník Království českého, předseda apelační rady a v letech 1712–1734 nejvyšší purkrabí Pražského hradu. Díky papežskému dispensu se mohl oženit se svou neteří Zuzanou Antonií Heussenstammovou z Heissensteinu, dcerou Marie Františky z Vrtby. Svatba se konala na Bezdězu. Jan Josef nechal v Praze vybudovat slavnou Vrtbovskou zahradu.
- František Václav starší z Vrtby (1670 – 20. září 1750) byl komorníkem kurfiřta Karla Albrechta Bavorského a poté, co se stal císařem (Karel VII.), stal se Vrtba nejvyšším zemským soudcem. Byl dvakrát ženat, měl dva syny, usedlé mj. na Konopišti, a jednu dceru.
- František Josef z Vrtby ze starší konopišťské větve (1759 – 27. srpna 1830, Křimice), byl rytířem toskánského Řádu sv. Štěpána, c. k. tajným radou, nejvyšším zemským maršálkem a nejvyšší pokladník Království českého. Stál u zrodu Jednoty pro zvelebení hudby v Čechách („Verein zur Beförderung der Tonkunst in Böhmen“), ze kterého v roce 1808 vznikla Pražská konzervatoř, kterou také podporoval až do své smrti. Jako svobodný a bezdětný ustanovil c. k. komorníka a nejvyššího vachmistra knížete Jana Karla z Lobkovic (1799–1878) dědicem svých panství Konopiště, Křimice, Týnec nad Sázavou, Nekmíř a Žinkovy. Zemřel na Křimicích a byl pochován ve vejprnickém kostele sv. Vojtěcha.

## Erb

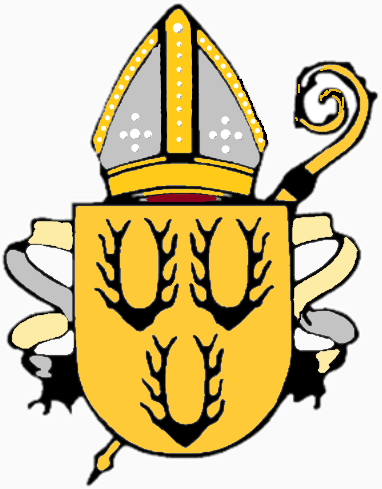
Znak premonstrátského kláštera v Teplé je shodný s erbem pánů z Vrtby

Ve žlutém štítu měli tři černé jelení parohy, který je shodný se znakem tepelského kláštera. Stejný erb nosili i páni z Gutštejna.

## Příbuzenstvo
Spojili se s Kolovraty, Klenovskými z Klenové, pány ze Rzavého, z Říčan či z Kopidlna.